# Ратьково (Киржачский район)
Ратьково — деревня в Киржачском районе Владимирской области России, входит в состав Филипповского сельского поселения.

## География
Деревня расположена близ берега реки Шерна в 17 км на юг от центра поселения села Филипповское и в 34 км на юго-запад от Киржача недалеко от границы с Московской областью.

## История
В списке населенных мест Владимирской губернии 1859 года в деревне Ратьково числилось 53 двора. По данным 1905 года в деревне Ратьково значилось 109 дворов.
Шёлково-ткацкие фабрики
- Крестьянина Степана Александровича Соколова. Открыта в 1870 году. По данным на 1900 год на фабрике работало 12 рабочих[4].
- Крестьянина Михаила Александровича Алимова. Открыта в 1885 году. По данным на 1900 год на фабрике работало 40 рабочих[4].
- Крестьянина Степана Александровича Алимова. Открыта в 1880 году. По данным на 1900 год на фабрике работало 85 рабочих[4].
- Крестьянина Михаила Васильевича Пронина. Открыта в 1870 году. По данным на 1900 год на фабрике работало 11 рабочих[4].
- Крестьянина Ивана Тихоновича Барышова. Открыта в 1870 году. По данным на 1900 год на фабрике работало 12 рабочих[4].

В конце XIX — начале XX века деревня входила в состав Филипповской волости Покровского уезда. С 1929 года деревня входила в состав Зареченского сельсовета Киржачского района, с 2005 года — в составе Филипповского сельского поселения.

## Население
| 1859 | 1905 | 1926 | 2002 | 2010 | 2021 |
| ---- | ---- | ---- | ---- | ---- | ---- |
| 336  | ↗596 | ↗697 | ↘146 | ↘139 | →139 |